# Patrick Roth

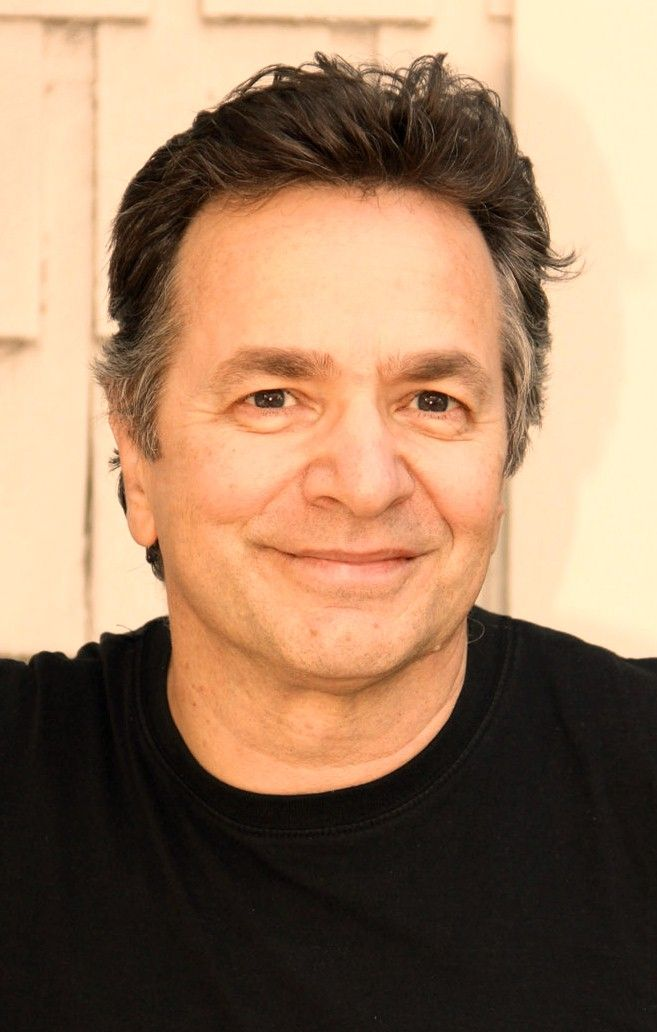
Patrick Roth (2010)

Patrick Roth (* 25. Juni 1953 in Freiburg im Breisgau) ist ein deutscher Schriftsteller und Regisseur.

## Leben
Patrick Roth wuchs in Karlsruhe auf und besuchte das humanistische Bismarck-Gymnasium, an dem er 1972 die Reifeprüfung ablegte. Unmittelbar nach dem Abitur ging er nach Paris, um die französische Sprache zu lernen und u. a. sich an der Cinémathèque 4 bis 7 Filme pro Tag anzusehen. Ab 1974 studierte er Anglistik, Germanistik und Romanistik an der Universität Freiburg im Breisgau.
1975 erhielt er ein einjähriges Stipendium des DAAD für die University of Southern California in Los Angeles, wo er Filmproduktion und Regie am Cinema Department studierte. Nach Ablauf des Stipendiums beschloss er, sich auf Dauer in den Vereinigten Staaten niederzulassen.
1978 entstand sein erster eigener Kurzfilm The Boxer, 1980 der Film The Killers, eine Bearbeitung der gleichnamigen Short Story von Charles Bukowski. 1981 bis 1984 absolvierte er eine Schauspielerausbildung bei dem Regisseur Daniel Mann und arbeitete als Co-Autor und Dialogue-Coach bei verschiedenen Produktionen mit.
Seit den 1980er Jahren schrieb Roth eine Reihe von Hörspielen für deutsche Rundfunksender und Theaterstücken, die er überwiegend selbst inszenierte. Er arbeitete als Filmjournalist für deutsche Zeitungen, zuerst als Auslandskorrespondent für das Cinema Magazin, später dann v. a. für die Süddeutsche Zeitung. 1986 bis 2015 war er Mitglied der Hollywood Foreign Press Association und der Motion Picture Association of America und damit stimmberechtigt bei den Golden-Globe-Preisverleihungen.
Seit den 1990er Jahren ist Roth als Schriftsteller bekannt. Er publiziert Novellen, Romane und Erzählungen, die biblisch-mythische Stoffe mit Filmmotiven verbinden und die gegensätzlichen Sphären von Alltag und Transzendenz verknüpfen. Der Erzählzyklus Starlite Terrace (2004) ist für das Verfahren der Einbindung des Mythischen ins Profane exemplarisch, insofern bekannte Hollywoodfilme als kollektive Folie für individuelles Erfahren herangezogen werden.
2001 hielt er die Poetik-Vorlesungen an der Universität Frankfurt am Main, 2004 hatte er die Poetik-Dozentur an der Universität Heidelberg inne. Im Sommersemester 2008 lehrte er, ebenfalls im Rahmen einer Poetik-Dozentur, an der Universität Hildesheim.
2006 kehrte er zu seinen filmischen Anfängen zurück und drehte im Auftrag des ZDF den autobiographischen Film-Essay In My Life – 12 Places I Remember, eine Nachzeichnung seines Weges als deutscher Schriftsteller in Amerika.
Patrick Roth ist seit 1999 Mitglied des PEN-Zentrums Deutschland. Seit 2007 ist er Resident Scholar des C. G. Jung-Study Center of Southern California und Mitglied im Board of Directors. Er lebte bis 2012 in Santa Monica bei Los Angeles und verlegte im Frühjahr dieses Jahres seinen Wohnsitz wieder nach Deutschland, nach Mannheim.
2012 berief ihn die Universität Heidelberg zum zweiten Mal als Poetikdozenten, mit dem Thema Innen – Amerika – Nacht. Im selben Jahr erschien der Roman Sunrise – Das Buch Joseph, der einen neuen Abschnitt in Roths Werk bezeichnet.
2013 erschien Die amerikanische Fahrt. Stories eines Filmbesessenen, ein Rückblick auf Roths amerikanische Jahre (1975–2012), seine Kinobegeisterung und das Finden seines Wegs als Schriftsteller. Die vierzig Jahre, die Roth in Amerika verbrachte, bilden auch den autobiographischen Hintergrund des jüngsten Erzählbands Gottesquartett. Erzählungen eines Ausgewanderten (2020). Die Handlung spielt in Los Angeles im Spätherbst 2019, als der Erzähler, ein deutscher Schriftsteller, noch einmal für vier Tage in seine alte Heimat reist, um der Gedenkfeier für seine verstorbene Freundin, eine bekannte Tiefenpsychologin, beizuwohnen. Im Gepäck hat er sein neues Werk, das Manuskript Gottesquartett – vier längere Geschichten, die der Freundin gewidmet sind. Als das Memorial wegen der Los Angeles bedrohlich einschließenden Flächenbrände abgesagt wird, entschließt er sich spontan, Gottesquartett im Kreis seiner amerikanischen Freunde vorzulesen. Die Rahmenhandlung konstituiert eine Lockdown-Situation, in der der äußeren Brandkatastrophe vier tiefgründige Geschichten entgegengesetzt werden, die im Kern um Gott und die Erfahrung des Göttlichen kreisen.

## Künstlerisches Schaffen

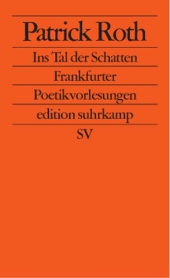
Titelseite der Poetikvorlesungen von Patrick Roth

Am Anfang von Roths Schriftstellertum steht die Liebe zum Kino, die in privaten Filmstudien an der Cinémathèque von Paris (1971–1972) vertieft und im Studium der Filmproduktion und Regie am Cinema Department der „University of Southern California“ (1975–1976) professionalisiert wurde. Erste künstlerische Arbeiten sind zwei Kurzfilme, für die Roth in Drehbuch, Regie, Schnitt und Produktion verantwortlich zeichnet. The Boxer (1978) erzählt die Geschichte eines Ex-Champions, der nach zwanzig Jahren Revanche vom früheren Rivalen fordert. Am Santa-Monica-Strand kommt es zur neuerlichen Begegnung, die unerwartet in eine Epiphanie unterm Pier mündet. The Killers (1980), eine filmische Adaption der gleichnamigen Short Story von Charles Bukowski, stellt dagegen den Abgesang auf jegliche Erlösung dar: Der Plan zweier harmloser Stadtstreicher, eine Beverly-Hills-Villa auszurauben, endet in einer unvorhergesehenen Orgie sinnloser Gewalt.
Roths erstes Buch, die Trilogie Die Wachsamen, erschien 1990 in der Edition Suhrkamp. Der erste der drei Monodramen genannten Texte, Paul – Menschengeschichte in einer Vigilie, handelt von der Einsamkeit eines Wachmanns in einem unterirdischen Nuklearwaffen-Silo in den USA. In einem Rückblick auf sein Debüt erinnerte sich Roth 2007 an die Entstehung seines ersten literarischen Textes: „Vorbild fürs Sprechen in völliger Einsamkeit, für jenes Sich-Beugen über Bilder, die aus der Dunkelheit kamen, auch fürs Sich-Beugen unter ihre Last, war Becketts Krapp gewesen.“
Als Schriftsteller erregte Roth großes Aufsehen mit seiner Christus-Trilogie, die aus drei Texten besteht: Riverside. Christusnovelle (1991), Johnny Shines oder Die Wiedererweckung der Toten (1993) und Corpus Christi (1996). Sie wurden 1998 unter dem Gesamttitel Resurrection („Auferstehung“), dem Leitmotiv der Trilogie, zusammengefasst und neu herausgegeben. In ihnen verarbeitet der Autor im Rahmen von Kriminalhandlungen neutestamentliche Motive in einer neuartigen Vermischung von Kunst- und Umgangssprache.
Als seine zentralen Inspirationsquellen nennt Roth den Film und die Stadt des Films, Los Angeles, des Weiteren die Literatur, die Bibel und die Tiefenpsychologie der Schule von C.G. Jung, insbesondere in der Lesart von Edward F. Edinger, des amerikanischen Tiefenpsychologen, der Jungs Werk vielfach kommentierte. Roths literarische Vorbilder sind Hölderlin, Kleist, Goethe, Hebel, Celan und Joyce. Zu Roths Lieblingsregisseuren zählen insbesondere Charlie Chaplin, Orson Welles, John Ford, Akira Kurosawa, Ingmar Bergman, Alfred Hitchcock und Michelangelo Antonioni.
Spuren dieser künstlerischen Leitbilder finden sich in fast allen seiner Texte. Zum Beispiel wird Kleists Das Erdbeben in Chili in der Erzählung Die Frau, die den Dieb erschoß anverwandelt und weitererzählt oder Edgar Allan Poes Schauergeschichte Das verräterische Herz wird in die Gegenwart der sechziger Jahre übertragen und als abgründige Liebesgeschichte eines Karlsruher Oberschülers zu seiner englischen Privatlehrerin neu erzählt (beide im Erzählzyklus Die Nacht der Zeitlosen, 2001). Der Plot von John Fords Westernklassiker Der Mann, der Liberty Valance erschoß unterliegt wie eine Folie dem Roman Johnny Shines oder Die Wiedererweckung der Toten (1993): Wie im Film wird die Geschichte vom Protagonisten selbst aus der Rückschau erzählt, wie der Film setzt der Roman das Ende an den Anfang, so dass Vergangenheit und Gegenwart sich zu einem Kreis schließen.

### Der Einfluss von Film und Tiefenpsychologie
Meine Reise zu Chaplin (1997) gilt als deutlichste Hommage Roths ans Kino. Der autobiographische Ich-Erzähler schildert aus der Perspektive des Filmstudenten, wie ihm Chaplins Film City Lights (Lichter der Großstadt) zur künstlerischen Offenbarung wurde. Höhepunkt der Erzählung ist die Schilderung der Schlusssequenz zwischen Blumenmädchen und Tramp, die mit filmischen Mitteln so in Sprache überführt wird, dass der Leser die Szene zu sehen beginnt.
Typisch für Roths Stil ist die visuell-szenische Erzählweise, die den Erzählstoff in Bilderreihen überführt – ein genuin filmisches Erzählprinzip, das größtmögliche Unmittelbarkeit und Authentizität bewirkt. In einem Interview führt Roth dies aus: „Ich muss zum Beispiel wissen, wie Licht und Schatten verteilt sind, wenn eine Person ein Zimmer betritt. Ich sehe die Szene von einem bestimmten Kamerawinkel aus oder fahre hier mit, halte dort. Ich frage mich auch: Was kann im Dunkeln bleiben? Ich leuchte die Szene nie vollständig aus. Das ist langweilig und ohne Spannung.“ Genuin filmische Erzählmittel wie Dissolve („Überblendung“) und Suspense, die Roth in seinen Poetikvorlesungen als literarische Grundprinzipien erläutert, strukturieren seine Texte. In den Heidelberger Vorlesungen Innen – Amerika – Nacht (2012), die in dem Band Die amerikanische Fahrt. Stories eines Filmbesessenen abgedruckt sind, geht Roth seiner Faszination für den Film weiter nach und kommt zu dem Ergebnis, dass es der hinter den äußeren Filmbildern liegende Fluss der „inneren“ (psychischen) Bilder ist, der ihn anzieht und dazu treibt, in Bildern zu erzählen.
Die filmische Machart der Texte soll den Leser emotional am Geschehen beteiligen, mit dem Ziel, ihm eigene Erfahrungen zu ermöglichen. Roth versteht seine Literatur in diesem Sinn als „Passagenbereiterin“, die Durchgang in die Region seelischen Erlebens schaffen soll. Sie gründet auf dem empirischen Finden des Stoffs innen (in der eigenen Psyche) und außen (in Bibel, Literatur, Film). Roth selbst fasst die genuin empirische Grundlage seines Schreibens in die Formel „no fiction“, womit er seine Literatur als „nicht erfunden“ im Sinne von „nicht konstruiert“ bezeichnet. Mit diesem Bekenntnis zur Authentizität steht Roth in einem starken Gegensatz zu den spielerischen Tendenzen der Postmoderne, wie Michaela Kopp-Marx betont: „Leicht könnte man in ‚no fiction‘ die Wurzeln von Roths Ausnahmestellung innerhalb einer zunehmend marktorientierten Literatur erkennen. Was sein Werk auszeichnet – der Reichtum an Bezügen zum klassischen Kino Hollywoods wie zu den heiligen Texten der Bibel – täuscht auf den ersten Blick darüber hinweg, dass es sich um ein Schreiben handelt, das zutiefst auf Erfahrung gründet, auf dem Erleben eines Inneren, dem – mit allen Mitteln des versierten Erzählers – authentisch Ausdruck verliehen wird.“ Damit einher geht Roths Bestreben, seine Kunst mit Intensität aufzuladen, die auch die große Emotion, den Enthusiasmus und das Pathos nicht scheut. Nach Reinhold Zwick „ist der Autor ein Regisseur geblieben, ein Regisseur der Sprache“. Roth selbst führt seine Liebe zum Kino, seine intensive Lektüre der Bibel und sein Schreiben in Bildern auf ureigene Erfahrungen mit dem Unbewussten zurück. In seinem Film In My Life berichtet er von einem Traumerlebnis, das ihm mit 25 Jahren geschah und sein Leben veränderte:

„Plötzlich war ein zweites Zentrum in Sicht gekommen. Eine heimliche Mitte schien auf, mit der ich bis zu diesem Zeitpunkt – ein Leben lang – nicht gerechnet hatte. Neue nach oben gestoßene Schichten hatten das Alte durchbrochen, zogen mich in Bann: Mein Sehen, Fühlen, Schreiben wurde – nachhaltig – beeinflußt. Das Apartment unterm Dach war mein Aornum in Thesprotis, also die Stelle, wo’s damals zur Unterwelt hinabführte. Den Traum selbst…  – einen solchen Quell-Traum darf man nicht verraten. Die Bücher – und das eigene Leben – gehen im Kreis um ihn, zirkumambulieren seine zentrale Erfahrung, suchen ihn in immer neuen Bild- und Sinn-Aspekten zusammen-zu-sammeln, diesen großen Traum.“

Traum-Bilder und Visionen finden sich wiederkehrend in Roths Texte eingewebt. Sie verweisen auf die Wirklichkeit des Unbewussten, die hinter der Oberfläche verborgen liegt und diese von Zeit zu Zeit durchbricht. „Der Einbruch eines Größeren, Göttlichen in die menschliche Realität“ ist ein Spezifikum von Roths Literatur. Das Unterlegen seiner Erzählungen und Romane mit einer zweiten Sinnschicht hat ihm auch Kritik eingetragen und wurde verschiedentlich als symbolische Überfrachtung moniert. Die sichtbare Wirklichkeit auf eine andere umfassendere Wirklichkeit hin zu öffnen, beschreibt der Autor als eines seiner zentralen künstlerischen Anliegen, das er mit dem filmischen Mittel des Dissolve zu realisieren sucht: „Als Schriftsteller lege ich es darauf an, diese andere – unten immer schon wartende Schicht –, Bedeutungsschicht, im Geschriebenen durchscheinen zu lassen, als hielte ich die beschriebene Handlung in einem dauernden oder immer wieder ansatzweise aufscheinenden Dissolve.“
Roths narrative Dissolve-Technik strebt den Zustand des „Gleichzeitigseins“ an, der verwandelnde Wirkung auf das Subjekt hat: „Getrennt-gegensätzliche Welten werden für eine längere Zeit gleichzeitig ausgehalten mit dem Effekt des Durchdringens in die transzendente Sphäre.“ Die Vereinigung von Bereichen, die als gegensätzlich empfunden werden, ist ein Markenzeichen von Roths Literatur. Die „Kombination der Pole von Bibel und Hollywood ist nachgerade zu Roths Etikett in der Öffentlichkeit geworden“ (Hans-Rüdiger Schwab).

### Der Einfluss der Bibel
Die Welt der Bibel und der Apokryphen ist neben dem Kino und der Psyche die dritte wichtige Bezugsquelle von Roths Schreiben. Biblisches Heilsgeschehen wie Auferstehung und Totenerweckung, christliche Mysterien wie Eucharistie und Taufe sind wiederkehrende Motive, die entweder direkt in Szene gesetzt werden oder auf die indirekt angespielt wird. Roth greift durchgängig auf christliche Themen, Vorstellungen und Bilder zurück, ohne dass er einer ausgesprochen christlichen Literatur zuzurechnen wäre. Seine „Sonderstellung im heutigen Literaturbetrieb“ beruht nicht zuletzt darauf, dass er – gegen die Moden der Zeit – den Stoffkreis der Bibel für die Gegenwartsliteratur wiederentdeckte und ihr neue Deutungen abgewinnt.
Roths Sicht auf dieses zentrale Kulturgut ist symbolisch: „Patrick Roth liest die Bibel als mythologischen Text, als Reservoir prägnanter Muster und Werte, die Grundprinzipien menschlicher Existenz und seelischen Erlebens ähnlich wie die Alchemie, das Märchen, der Mythos exemplarisch abbilden.“. Zeitlos wie sie sind, kehren mythische Bilder in neuen Einkleidungen wieder. In der Erzählung Mulholland Drive: Magdalena am Grab verbindet sich das Filmmilieu der 1980er Jahre mit der Welt der Bibel, indem die Osterszene des Johannesevangeliums zum Gegenstand einer Schauspielprobe wird, in dem Regisseur und Schauspielerin ein Geheimnis entdecken.
In der sprachlichen Vergegenwärtigung biblischer Bilder folgt Roth häufig dem Prinzip der Archaisierung. Die Syntax mit ihrer Umkehrung von Subjekt und Objekt und die starke Rhythmisierung und Elementarisierung erinnern an den Duktus von Hölderlins Hymnen. Die fremde, bewusst unalltägliche, poetische Sprache hat die Funktion, das Heilige als das per se Nicht-Alltägliche zum Ausdruck zu bringen.
Der jüngste Roman Sunrise – Das Buch Joseph führt das seit der Christus-Trilogie verfolgte Projekt einer Wiedergewinnung des Transzendenten und Heiligen für die Literatur auf einer neuen Ebene weiter. In der Schilderung der Geschichte des Joseph werden zentrale Inhalte des christlichen Mythos (Sohnesopfer, Kreuzestod, Wiedererweckung, Auferstehung) zu Kristallisationspunkten des Erzählens: „Jene numinosen Vorgänge, die die Grenze des Vor- und Darstellbaren streifen, vermag Roths ebenso bildhaft-poetische wie eindringlich-genaue Erzählkunst so zu vergegenwärtigen, dass sie dem Leser erfahrbar werden, das Geheimnis aber gewahrt bleibt.“ Roth selbst äußerte im Anschluss an die Marbacher Tagung Die Wiederentdeckung der Bibel (2012), dass Literatur für ihn über das Ästhetische hinausgehen, Bezug zu einem Absoluten haben müsse. „Ich sehe keine Trennung zwischen Literatur und Religion.“
In einem späteren Interview heißt es den zugrundeliegenden Gedanken der Überschreitung aufnehmend und vertiefend: „[…] die ästhetische Dimension des Textes oder Films muss – meiner Meinung nach – zunächst einmal ‚dienen‘, das heisst, sie muss die aufmerksamste Entsprechung zum Inhalt anstreben. Und dann, letztlich, muss diese ästhetische Dimension durchbrochen werden. Auf ein Anderes, uns Übersteigendes hin. Dieses Andere, dieses Erlebnis des Anderen, ist dann auch verpflichtend – ethisch verpflichtend.“
Das literarische Verfahren der Bezugnahme auf biblische Stoffe ist das einer Fort- und Neuschreibung: „In der vorläufigen Bilanz lässt sich festhalten, dass die biblisch fundierten Romane und Erzählungen Patrick Roths die überlieferten Bilder aus ihren tradierten Zusammenhängen lösen. Nicht nur werden ‚altgediente Gewissheiten‘ und ‚steinhart gewordene Interpretamente‘ aufgelöst, die Texte suchen das Fremd-Numinose ebenso wie das Altvertraute des jüdisch-christlichen Mythos ‚neu und doch authentisch‘ erfahrbar zu machen.“
Das Spezifikum aller Romane und Erzählungen Roths ist nicht nur das Anknüpfen am Mythos, sondern vor allem das eigenständige Weiterentwickeln von mythischen Stoffen und Verfahrensweisen: „Patrick Roth ist der vergessenen Dynamik der mythischen Darstellungsweise auf die Spur gekommen, ihrem Vorkommen in den biblischen Erzählungen und ihrem Aufblitzen in den Träumen und im Seelenleben der Menschen. Im Rückgriff auf die mythische Darstellungsform gelingt es ihm, die dunklen seelisch-affektiven Innenräume auszuleuchten.“

### Die schriftstellerische Intention
Roth berührt Extreme: Deutschland und Amerika, Mythos und Gegenwart, Film und Literatur, Alltag und Transzendenz gehen in seinem Werk Synthesen ein. Der Autor versteht das Zusammenführen von Getrenntem als das eigentliche Ziel seiner künstlerischen Arbeit: „Worin besteht nun meine Aufgabe als Schriftsteller? Immer wieder darin, das Unbewußte, Unpersönlich-Numinose und Zeitlose mit dem Bewußtsein, mit dem Persönlich-Individuellen, mit dem ganz und gar Zeitlichen in Beziehung zu setzen, Schnittstellen der Bewußtwerdung dieser uns alle bestimmenden Gegensätze zu schaffen, zu entdecken, freizulegen.“
Das Erscheinen der Gegensätze, z. B. das plötzliche Entzweibrechen eines sicher geglaubten Verhältnisses oder eines ganzen Lebensentwurfs, durchzieht Roths Geschichten wie ein rotes Band. Oft setzt die Handlung im Zustand eines aufgelöst Chaotischen ein, das sich im Verlauf des Erzählens neu zu ordnen beginnt. Am Ende des Erzählprozesses hat sich das Zerbrochene zu einer neuen Ordnung gefügt. Neue Einsichten wurden dabei gewonnen, ein Lebenssinn hat sich offenbart.
Die Annahme eines göttlichen Prinzips im Dasein des Menschen ebenso wie die Überzeugung, dass dem Leben ein verborgenes Muster zugrunde liegt, das ihm Sinn verleiht und das es zu entdecken gilt, teilt Roth mit der existentiellen Literatur des amerikanischen Autors Thornton Wilder. In Roths Nachwort zur Neuübersetzung von Wilders Roman Die Brücke von San Luis Rey mit dem Titel Nach der Erzählung (2014) lässt der Erzähler, ein in Amerika lebender Deutscher, im Kreis seiner amerikanischen Freunde noch einmal seine unheimliche Begegnung mit dem jüdischstämmigen World War II-Teilnehmer Saul aufleben, die sich Mitte der 1970er Jahre im kalifornischen Marina del Rey zutrug. Die erlösende Versöhnung zwischen dem traumatisierten jüdischen Mann und dem jungen deutschen Filmstudenten liest sich als kongeniale Bestätigung von Wilders Apotheose der Liebe als der einzigen Brücke zwischen dem „Land der Lebenden“ und dem „Land der Toten“.
Die erlösende Sinnhaftigkeit, die im Durchgang durch Krisen und Konflikte gewonnen wird, ist ein charakteristisches Merkmal von Roths Erzählen. Besonders anschaulich wird es in dem Geschichtenzyklus Starlite Terrace (2004), dessen Erscheinen der Literaturkritiker Hubert Winkels zum Anlass nahm, die Eigenart von Roths Literatur zusammenfassend zu beschreiben:

„Biografie, Filmstil und apokalyptische Vision durchdringen sich zu einem Bild der Welt, in dem jedes Detail in unbewusster Zuordnung Teil eines Grossen ist. Die Asche im Pool wird zum Sternenzelt, das Weltall verdichtet sich zu einem schnaubenden Pferdekopf, das Partyfeuer zum reinigenden Weltenbrand. Es sind solche Übersteigerungen, die man zu Unrecht fürchtet in der Literatur. Die Literatur darf das Erhabene und das Pathos reiten wie ein Sternenross – wenn sie kann. Und Roth kann es wie niemand sonst. Das ist, marketingtechnisch gesprochen, sein Alleinstellungsmerkmal. Und die Bewunderung hierfür wird auch dann nicht geschmälert, wenn man den an Wahnsinn grenzenden Exzess der Sinnhaftigkeit des Weltgeschehens nicht teilt. Dass noch die trivialste Beziehungskrise […] eine Kommunikation mit dem ans Absolute grenzenden Eigenen bedeutet, daran kann uns diese extrem aufgeladene Literatur erinnern. Sie ist geradezu ein Erinnerungsmodell und -verfahren, das man lesend erleben kann. Sie fordert nachdrücklich die aktive Versenkung, von der sie erzählt. Man kann sich sperren, aber unberührt bleiben kann man nicht.“

## Auszeichnungen und Ehrungen
- 1992 Rauriser Literaturpreis
- 1997 Preis der Stiftung Bibel und Kultur der Deutschen Bibelgesellschaft
- 2001 Literaturpreis der Stadtsparkasse Düsseldorf
- 2002 Hugo-Ball-Preis
- 2003 Literaturpreis der Konrad-Adenauer-Stiftung
- 2006 Mainzer Stadtschreiber
- 2012 Heidelberger Poetikdozentur
- 2015 Ehrendoktorat der Universität Luzern

## Werke
- Die Wachsamen. Drei Monodramen. Suhrkamp, Frankfurt am Main 1990, ISBN 3-518-11614-2.
- Riverside. Christusnovelle. Suhrkamp, Frankfurt am Main 1991, ISBN 3-518-40382-6.
- Johnny Shines oder Die Wiedererweckung der Toten. Seelenrede. Suhrkamp, Frankfurt am Main 1993, ISBN 3-518-40552-7.
- Kelly oder Vom Treffen im kleinen Park. Suhrkamp, Frankfurt am Main 1993. (suhrkamp theatertext)
- Corpus Christi. Suhrkamp, Frankfurt am Main 1996, ISBN 3-518-40749-X.
- Meine Reise zu Chaplin. Ein Encore. Suhrkamp, Frankfurt am Main 1997, ISBN 3-518-40948-4. Neuauflage: Wallstein, Göttingen 2013, ISBN 978-3-8353-1357-6
- Die Nacht der Zeitlosen. Suhrkamp, Frankfurt am Main 2001, ISBN 3-518-41215-9.
- Ins Tal der Schatten. Frankfurter Poetikvorlesungen. Suhrkamp, Frankfurt am Main 2002, ISBN 3-518-12277-0.
- Mulholland Drive: Magdalena am Grab. Insel, Frankfurt am Main 2003, ISBN 3-458-19234-4.
- Riding with Mary. 10 mal Sehnsucht. Suhrkamp, Frankfurt am Main 2003, ISBN 3-518-45537-0.[32]
- Starlite Terrace. Suhrkamp, Frankfurt am Main 2004, ISBN 3-518-41662-6.
- Riverside. Text und Kommentar. Suhrkamp, Frankfurt am Main 2005, ISBN 3-518-18862-3.
- Zur Stadt am Meer. Heidelberger Poetikvorlesungen. Suhrkamp, Frankfurt am Main 2005, ISBN 3-518-12411-0.
- Lichternacht. Weihnachtsgeschichte. Insel, Frankfurt am Main 2006, ISBN 3-458-19285-9.
- Begleiterscheinung. In: Karlsruher Lesebuch, Info Verlag, Karlsruhe, ISBN 978-3-88190-589-3
- Sunrise – Das Buch Joseph. Wallstein, Göttingen 2012, ISBN 978-3-8353-1051-3.
- Die amerikanische Fahrt. Stories eines Filmbesessenen. Wallstein, Göttingen 2013, ISBN 978-3-8353-1248-7.
- Nach der Erzählung. Nachwort zu Thornton Wilder: Die Brücke von San Luis Rey. Neuübersetzung. Arche, Zürich 2014, ISBN 978-3-7160-2721-9.
- Die Christus Trilogie. Riverside. Johnny Shines oder Die Wiedererweckung der Toten. Corpus Christi. Kommentierte Neuausgabe in einem Band. Kommentiert von Michaela Kopp-Marx. Wallstein, Göttingen 2017, ISBN 978-3-8353-3065-8.
- Gottesquartett. Erzählungen eines Ausgewanderten. Herder, Freiburg, Basel, Wien 2020, ISBN 978-3-451-38809-5.